# Bento de Abreu (kommun)
Bento de Abreu är en kommun i Brasilien.   Den ligger i delstaten São Paulo, i den södra delen av landet, 700 km sydväst om huvudstaden Brasília. Antalet invånare är 2 674.
Följande samhällen finns i Bento de Abreu:
- Bento de Abreu

Omgivningarna runt Bento de Abreu är en mosaik av jordbruksmark och naturlig växtlighet. Runt Bento de Abreu är det mycket glesbefolkat, med 7 invånare per kvadratkilometer.